# Шастунов, Владимир Дмитриевич
Владимир Дмитриевич Шастунов (ум. после 1604) — князь, сын боярский и голова, затем дворянин московский и воевода, третий сын воеводы князя Дмитрия Семёновича Шастунова (ум. 1563). Рюрикович в XXII колене.

## Биография
В 1588/1589 года упоминается среди московских дворян. В апреле 1598 года князь Владимир Дмитриевич Шастунов находился в свите нового царя Бориса Фёдоровича Годунова среди прочих голов «в государеве … стану у огней» во время серпуховского похода против крымских татар. В мае 1600 года по неизвестной причине князь В. Д. Шастунов попал в царскую опалу и был выслан из Москвы. В 1601/1602 — 1603/1604 годах служил воеводой в Яранске. Потомства не оставил.